# 松屋町住吉
松屋町住吉（まつやまちすみよし）は、大阪府大阪市中央区の町名。丁番を持たない単独町名である。

## 地理
大阪市中央区の北部に位置。南は松屋町、東は神崎町・粉川町、北は材木町、西は阪神高速1号環状線の高架下を流れる東横堀川を挟んで南船場・博労町とそれぞれ接する。
地内の東側には南北に松屋町筋が走り、最寄り駅は松屋町側にあるOsaka Metroの松屋町駅である。

### 河川
- 東横堀川

## 歴史

### 地名の由来
江戸時代の住吉屋町と具足屋町を合わせた住吉町が、1989年（平成元年）に改称し、現在の町名となる。

## 世帯数と人口
2019年（平成31年）3月31日現在の世帯数と人口は以下の通りである。
| 町丁       | 世帯数  | 人口  |
| ---------- | ------- | ----- |
| 松屋町住吉 | 632世帯 | 783人 |

### 人口の変遷
国勢調査による人口の推移。
| 1995年（平成7年）  | 214人 | [ 5 ] |  |
| 2000年（平成12年） | 240人 | [ 6 ] |  |
| 2005年（平成17年） | 618人 | [ 7 ] |  |
| 2010年（平成22年） | 715人 | [ 8 ] |  |
| 2015年（平成27年） | 844人 | [ 9 ] |  |

### 世帯数の変遷
国勢調査による世帯数の推移。
| 1995年（平成7年）  | 81世帯  | [ 5 ] |  |
| 2000年（平成12年） | 130世帯 | [ 6 ] |  |
| 2005年（平成17年） | 514世帯 | [ 7 ] |  |
| 2010年（平成22年） | 548世帯 | [ 8 ] |  |
| 2015年（平成27年） | 695世帯 | [ 9 ] |  |

## 事業所
2016年（平成28年）現在の経済センサス調査による事業所数と従業員数は以下の通りである。
| 町丁       | 事業所数 | 従業員数 |
| ---------- | -------- | -------- |
| 松屋町住吉 | 61事業所 | 1,061人  |

## 施設
- 大阪商工信用金庫本部
- モリシゲ

## 交通

### 鉄道
- 最寄り駅はOsaka Metro長堀鶴見緑地線の松屋町駅。

### 道路
高速道路
- 阪神高速1号環状線

主要地方道
- 大阪市道天神橋天王寺線（松屋町筋）

### 橋梁
- 安堂寺橋

## その他

### 日本郵便
- 〒540-0017[3]（集配局：大阪東郵便局[11]）